# Таємні агенти (фільм)
«Таємні агенти» («Agents secrets») — французький кінофільм 2004 року, знятий режисером Фредеріком Шьондьорфером, з Венсаном Касселем і Монікою Беллуччі.

## Сюжет
Колишній громадянин СРСР та агент КДБ Ігор Липовський живе в Женеві та використовуючи свої великі зв'язки, продає зброю ворожим кланам в Анголі. Це не влаштовує французьке Головне управління зовнішньої безпеки, і полковник Грасс наказує підірвати корабель, що перевозить вантажі Липовського. Операція доручена чотирьом оперативникам, у тому числі Жоржу та Лізі. Спочатку все йде добре — агенти прибувають до Касабланки та починають фінальну розвідку місцевості. Але потім з'ясовується, що завдання має подвійне і навіть потрійне дно.

## У ролях
- Венсан Кассель — Бріссо
- Моніка Беллуччі — Ліза
- Андре Дюссольє — полковник Грассе
- Шарль Берлінґ — роль другого плану
- Бруно Тодескні — роль другого плану
- Серхіо Періс-Менчета — роль другого плану
- Людовік Шьондьорфер — роль другого плану
- Ерік Савен — роль другого плану
- Серж Аведікян — роль другого плану
- Найва Німрі — Марія Менендез
- Сімон Андреу — роль другого плану
- Габріель Лазюр — роль другого плану
- Мод Буке — роль другого плану
- Франсуа Берковічі — роль другого плану
- Маріна Монкад — роль другого плану
- Джо Престіа — роль другого плану
- Волтер Шноркелл — роль другого плану
- Лоран Лабасс — роль другого плану
- Роберто Моло — роль другого плану
- Клементе Томас — роль другого плану
- Розанна Воллс — роль другого плану
- Беатріс Кесслер — роль другого плану
- Жан-П'єрр Бочар — роль другого плану
- Жан-Марі Дона — роль другого плану
- Стефан Годен — роль другого плану
- Джорджес Геррейро — роль другого плану
- Хішам Ібрахімі — роль другого плану
- Наталія Менендес — роль другого плану
- Жак Мішель — роль другого плану
- П'єр Шьондьорфер — роль другого плану

## Знімальна група
- Режисер — Фредерік Шьондьорфер
- Сценаристи — Ян Бріон, Жан Космо, Фредерік Шьондьорфер, Олівьє Дуїер, Людовік Шьондьорфер
- Оператор — Жан-П'єр Совер
- Композитор — Брюно Куле
- Продюсери — Рікардо Гарсіа Аррохо, Ерік Невьо, Франциско Рамос, Жан-Луї Порше